# Katoegino
Katoegino (Russisch: Катугино) is een voormalige plaats in het zuidoostelijke deel van het district Kalar in het noorden van de Russische kraj Transbaikal.

## Geografie
De plaats lag in het zuiden van de bergketen Oedokan aan oostzijde van de bovenloop van de rivier de Katoegin (zijrivier van de Kalar), bij de instroom van de bergbeek Djerdtaptoetsji.
Enkele kilometers zuidelijker ligt het voormalige gelijknamige weerstation (Oest-)Katoegino aan de monding met de Kalar dat in 2013 gesloten werd.

## Geschiedenis
Katoegino ontstond als geologennederzetting na de vondst van koper (zie Oedokanmijn). Tussen 1966 en 1971 vond een geologische expeditie plaats naar de Katoegino-ertslaag (kryoliet en zeldzame aardmetalen).
Het dorp bestond vooral uit houten huizen. Bij de volkstelling van 1989 woonden er nog 496 mensen. Met het uiteenvallen van de Sovjet-Unie trok echter iedereen weg, zodat de plaats reeds in 1994 onbewoond was. In 2005 werd de plaats daarom opgeheven. Sindsdien zijn de houten gebouwen zwaar vervallen geraakt.